# 평화수호대
평화수호대(아일랜드어: An Garda Síochána 언 가르더 시하너[ən ˈɡaːrd̪ə ˈʃiːxaːn̪ˠə]), 약칭 수호대(아일랜드어: Gardaí 가르디[ˈɡaːɾˠd̪ˠiː])는 아일랜드 공화국의 경찰력이다. 경찰총수는 아일랜드 정부에 의해 임명되는 수호대장(Garda Commissioner)이다. 본부는 더블린의 피닉스파크에 있다.

## 용어
원래 이름은 영어로 민경대(Civic Guard)였으나, 1923년 아일랜드어로 평화수호대(아일랜드어: Garda Síochána)로 개칭되었고, 다른 정부기관과 달리 영어 명칭도 아일랜드어를 쓰도록 되었다. 21세기 현재까지도 이 이름이 유지되고 있다. 영어로 굳이 번역하면 "the Guardians of the Peace"가 된다. 로고에는 “아일랜드 평화수호대(Garda Síochána na hÉireann [ˈɡaːɾˠd̪ə ˈʃiːxaːn̪ˠə n̪ˠə ˈheːɾʲən̪ˠ])라고 표기되어 있지만, 다른 데는 거의 쓰이지 않는다. 아일랜드 자유국 시절 새로 만들어진 기관들은 그 명칭을 프랑스 제3공화국식으로 명명하는 것이 유행이었는데, “평화수호대”는 프랑스어로 gardiens de la paix에 해당한다. 이 말은 1870년대 이후 프랑스어권에서 무장한 군사경찰(헌병군)과 대조적인 의미에서 민사경찰을 가리키는 말로 사용된 용어다. 예컨대 프랑스 지방경찰, 벨기에 지방경찰, 스위스 깡통경찰이 이에 해당한다.
실제 대화에서 “아일랜드 평화수호대”라는 공식 명칭으로 호칭되는 경우는 드물다. 사용역에 따라 달라진다. An Garda Síochána, 관사만 영어로 해서 the Garda Síochána, 더 줄여서 Garda; 복수형 Gardaí 등으로 불리며, "the guards"라고도 한다. 아일랜드어 Garda는 단수명사지만 이 맥락에서는 경찰을 가리키는 집합명사로 사용된다.
평화수호대원 개개인은 garda, 복수형 gardaí, 또는 영어로 "guard"라고 불린다. 경찰서에 해당하는 기관은 garda station이라고 한다. 여성 대원은 bangharda라고 했지만, 1990년에 사용되지 않도록 폐지되고 성별중립적으로 남녀 대원 모두 garda라고 부르게 되었다. 하지만 일상적으로는 아직 bangharda라는 말이 사용되는 경우가 있다.
비속어 내지 멸칭으로는 "그림자들(the shades)"이라고 불린다.

## 계급
| 계급         | 원어                                                      | 원어                         | 인원 (2015년) | 계급장 |
| 계급         | 아일랜드어                                                | 영어                         | 인원 (2015년) | 계급장 |
| ------------ | --------------------------------------------------------- | ---------------------------- | ------------- | ------ |
| 수호대장     | Coimisinéir an Gharda 케미시네르 언 가르더                | Garda Commissioner           | 1             |        |
| 수호대장보   | Leas-Choimisinéir an Gharda 라스케미시네르 언 가르더      | Garda Deputy Commissioner    | 2             |        |
| 수호장       | Cúntóir-Choimisinéir an Gharda 쿤토르케미시네르 언 가르더 | Garda Assistant Commissioner | 5             |        |
| 수호정       | Príomh-Cheannfort an Gharda 프리오칸포르트 언 가르더      | Garda Chief Superintendent   | 42            |        |
| 수호령       | Ceannfort an Gharda 칸포르트 언 가르더                    | Garda Superintendent         | 160           |        |
| 수호감       | Cigire an Gharda 키기러 언 가르더                         | Garda Inspector              | 247           |        |
| 수호사       | Sáirsint an Gharda 사르신트 언 가르더                     | Garda Sergeant               | 1,835         |        |
| 수호대원     | Gharda 가르더                                             | Garda                        | 10,524        |        |
| 예비수호대원 | Gharda Ionaid 가르더 우나드                               | Garda Reserve                |               |        |
| 수호대생도   | Mac Léinn Gharda 막 렌 가르더                             | Student Garda                |               |        |
| 예비생도     | Mac Léinn Ionaid 막 렌 우나드                             | Student Reserve              |               |        |

1. ↑  Dolan, Terence Patrick (2004). 《A Dictionary of Hiberno English: the Irish use of English》. Gill & Macmillan Ltd. 103쪽. ISBN 0-7171-3535-7. 2023년 1월 25일에 원본 문서에서 보존된 문서. 2020년 10월 17일에 확인함.
2. ↑  Gárda Síochána (Temporary Provisions) Act 1923, s. 2: Power to Executive Council to raise Gárda Síochána (No. 37 of 1923, s. 2). Enacted on 8 August 1923. Act of the Oireachtas. Retrieved from Irish Statute Book.
3. ↑  The Garda Síochána Act 1924, s. 1: Power to Executive Council to maintain Gárda Síochána (No. 25 of 1924, s. 1). Enacted on 17 July 1924. Act of the Oireachtas. Retrieved from Irish Statute Book.
4. ↑  Garda Síochána Act 2005, s. 6: Continuation of Garda Síochána (No. 20 of 2005, s. 6). Enacted on 10 July 2005. Act of the Oireachtas. Retrieved from Irish Statute Book.
5. ↑  “Short History of An Garda Siochana”. Garda Síochána. 2006년 9월 1일에 원본 문서에서 보존된 문서. 2006년 12월 17일에 확인함. the Garda Síochána (meaning in English: 'The Guardians of the Peace')
6. ↑  “Gardiens de la paix”. 《Police Comines-Warneton》 (벨기에 프랑스어). 2019년 10월 5일에 확인함. [깨진 링크]
7. ↑  Christian Chevandier, Policiers dans la ville. Une histoire des gardiens de la paix, Paris, Gallimard, 2012
8. ↑  Frank A. Biletz (2013). 《Historical Dictionary of Ireland》. Historical Dictionaries of Europe. Scarecrow Press. 162쪽. ISBN 9780810870918. 2023년 1월 25일에 원본 문서에서 보존된 문서. 2014년 5월 13일에 확인함. Garda Siochana (Guardians of the Peace). The national Police force of the Irish Republic. ... In 1925, the force was renamed the Garda Síochána na hÉireann ("Guard of the Peace of Ireland") ... Popularly called "the guards", the force is divided into six geographical regions: ...
9. ↑  Elizabeth Albertson (2009). 《Ireland For Dummies》. John Wiley & Sons. 455쪽. ISBN 9780470465080. a law enforcement officer is called a garda or guard
10. 1 2  “Gardaí share brilliant tweet on how to talk to female members of the force”. 《her.ie》. 2018년 2월 6일. 2023년 1월 25일에 원본 문서에서 보존된 문서. 2019년 10월 12일에 확인함. the only way you should ever refer to a female Garda is by calling her Garda or Guard
11. ↑  “Garda Titles”. 《Volume 404 No. 6》. Dáil Éireann. 1991년 2월 5일. 2023년 1월 25일에 원본 문서에서 보존된 문서. 2023년 1월 25일에 확인함.
12. ↑  Healy, Ann (2016년 5월 31일). “Man who brandished knife at cops is jailed”. 《Connacht Tribune》. 2018년 4월 9일에 원본 문서에서 보존된 문서. 2018년 4월 24일에 확인함.
13. ↑  “Pic: Jamie Heaslip and the Six Nations trophy were paid a visit by An Garda Síochána”. 《SportsJOE.ie》. 2015년 3월 22일. 2018년 4월 9일에 원본 문서에서 보존된 문서. 2018년 4월 24일에 확인함.